# Chamaepetes
Chamaepetes és un gènere d'ocells de la família dels cràcids (Cracidae), dins l'ordre dels gal·liformes (Galliformes).

## Taxonomia
Aquest gènere està format per dues espècies:
- Guan carablau (Chamaepetes goudotii).
- Guan negre (Chamaepetes unicolor).